# Terri Tatchell
Terri Tatchell (Canadá, 1 de janeiro de 1978) é uma roteirista canadense. Como reconhecimento, foi nomeada ao Oscar 2010 na categoria de Melhor Roteiro Adaptado por District 9.